# Эте
Эте́ (фр. Étais) — коммуна во Франции, находится в регионе Бургундия. Департамент коммуны — Кот-д’Ор. Входит в состав кантона Лень. Округ коммуны — Монбар.
Код INSEE коммуны — 21252.

## Население
Население коммуны на 2010 год составляло 92 человека.
| 1962 | 1968 | 1975 | 1982 | 1990 | 1999 | 2010 |
| ---- | ---- | ---- | ---- | ---- | ---- | ---- |
| 127  | 132  | 140  | 122  | 96   | 87   | 92   |

## Экономика
В 2010 году среди 46 человек трудоспособного возраста (15—64 лет) 35 были экономически активными, 11 — неактивными (показатель активности — 76,1 %, в 1999 году было 56,7 %). Из 35 активных жителей работали 33 человека (16 мужчин и 17 женщин), безработных было 2 (2 мужчин и 0 женщин). Среди 11 неактивных 3 человека были учениками или студентами, 6 — пенсионерами, 2 были неактивными по другим причинам.